# Thera herrichi
Thera herrichi är en fjärilsart som beskrevs av Hubert Höfer 1922. Thera herrichi ingår i släktet Thera och familjen mätare. Inga underarter finns listade i Catalogue of Life.